# Liste der Staatsfarben der Bundesstaaten der Vereinigten Staaten
Dies ist eine Liste der offiziellen und inoffiziellen Staatsfarben der Bundesstaaten der Vereinigten Staaten. Diese Farben gelten als bundesstaatliche Wahrzeichen in den jeweiligen Bundesstaaten der Vereinigten Staaten:
| Bundesstaat         | 1. Farbe                                                                                      | 2. Farbe                                                                                      | 3. Farbe                                                                                      | 4. Farbe                                                                                      | Erläuterung                                                                                               |
| ------------------- | --------------------------------------------------------------------------------------------- | --------------------------------------------------------------------------------------------- | --------------------------------------------------------------------------------------------- | --------------------------------------------------------------------------------------------- | --- |
| Alabama             |                                                                                               |                                                                                               |                                                                                               |                                                                                               | Rot und Weiß                                                                                              |
| Alaska              | Führt keine offiziellen Farben                                                                | Führt keine offiziellen Farben                                                                | Führt keine offiziellen Farben                                                                | Führt keine offiziellen Farben                                                                | Führt keine offiziellen Farben                                                                            |
| Arizona             |                                                                                               |                                                                                               |                                                                                               |                                                                                               | Seit 1915, Blau und Altgold. (Blau der Flagge der USA)                                                    |
| Arkansas            | Führt keine offiziellen Farben                                                                | Führt keine offiziellen Farben                                                                | Führt keine offiziellen Farben                                                                | Führt keine offiziellen Farben                                                                | Führt keine offiziellen Farben                                                                            |
| Delaware            |                                                                                               |                                                                                               |                                                                                               |                                                                                               | Seit 1953, Colonial Blau und Beige.                                                                       |
| Florida             |                                                                                               |                                                                                               |                                                                                               |                                                                                               | Orange, Rot und Weiß.                                                                                     |
| Georgia             |                                                                                               |                                                                                               |                                                                                               |                                                                                               | Seit 2004 Rot, Weiß, Gold und Blau.                                                                       |
| Hawaii              | Das Bundesland selbst führt keine Farben. Jede der acht Inseln Hawaiis hat eine eigene Farbe: | Das Bundesland selbst führt keine Farben. Jede der acht Inseln Hawaiis hat eine eigene Farbe: | Das Bundesland selbst führt keine Farben. Jede der acht Inseln Hawaiis hat eine eigene Farbe: | Das Bundesland selbst führt keine Farben. Jede der acht Inseln Hawaiis hat eine eigene Farbe: | Das Bundesland selbst führt keine Farben. Jede der acht Inseln Hawaiis hat eine eigene Farbe:             |
| Hawaii (Insel)      |                                                                                               |                                                                                               |                                                                                               |                                                                                               | Seit 2000 Rot                                                                                             |
| Maui (Hawaii)       |                                                                                               |                                                                                               |                                                                                               |                                                                                               | Seit 2000 Pink                                                                                            |
| Oʻahu (Hawaii)      |                                                                                               |                                                                                               |                                                                                               |                                                                                               | Seit 2000 Goldgelb                                                                                        |
| Kauai (Hawaii)      |                                                                                               |                                                                                               |                                                                                               |                                                                                               | Seit 2000 Purpur                                                                                          |
| Molokai (Hawaii)    |                                                                                               |                                                                                               |                                                                                               |                                                                                               | Seit 2000 Grün                                                                                            |
| Lānaʻi (Hawaii)     |                                                                                               |                                                                                               |                                                                                               |                                                                                               | Seit 2000 Orange                                                                                          |
| Kahoʻolawe (Hawaii) |                                                                                               |                                                                                               |                                                                                               |                                                                                               | Seit 2000 Weiß                                                                                            |
| Niʻihau (Hawaii)    |                                                                                               |                                                                                               |                                                                                               |                                                                                               | Seit 2000 Grau                                                                                            |
| Idaho               |                                                                                               |                                                                                               |                                                                                               |                                                                                               | Rot, Grün und Gold.                                                                                       |
| Indiana             |                                                                                               |                                                                                               |                                                                                               |                                                                                               | Blau und Gold.                                                                                            |
| Kalifornien         |                                                                                               |                                                                                               |                                                                                               |                                                                                               | Seit 1951 Blau und Gold. Blau repräsentiert die Farbe des Himmels und Gold die Farbe des Edelmetalls Gold |
| Louisiana           |                                                                                               |                                                                                               |                                                                                               |                                                                                               | Seit 1972 Blau, Weiß und Gold                                                                             |
| Maryland            |                                                                                               |                                                                                               |                                                                                               |                                                                                               | Rot, Weiß, Schwarz und Gold.                                                                              |
| Massachusetts       |                                                                                               |                                                                                               |                                                                                               |                                                                                               | Seit 21. Februar 2005 Blau, Grün und Cranberry                                                            |
| Nevada              |                                                                                               |                                                                                               |                                                                                               |                                                                                               | Seit 1983 Silber und Blau                                                                                 |
| New Jersey          |                                                                                               |                                                                                               |                                                                                               |                                                                                               | Seit 1965 Beige und Jersey Blau                                                                           |
| New Mexico          |                                                                                               |                                                                                               |                                                                                               |                                                                                               | Rot und Gelb                                                                                              |
| New York            |                                                                                               |                                                                                               |                                                                                               |                                                                                               | Blau und Gold                                                                                             |
| North Carolina      |                                                                                               |                                                                                               |                                                                                               |                                                                                               | Seit 1945 Rot und Blau                                                                                    |
| Ohio                |                                                                                               |                                                                                               |                                                                                               |                                                                                               | Rot, Weiß und Blau                                                                                        |
| Oklahoma            |                                                                                               |                                                                                               |                                                                                               |                                                                                               | Grün und Weiß                                                                                             |
| Oregon              |                                                                                               |                                                                                               |                                                                                               |                                                                                               | Seit 1959 Navy und Gold                                                                                   |
| Pennsylvania        |                                                                                               |                                                                                               |                                                                                               |                                                                                               | Blau und Gold (inoffiziell)                                                                               |
| South Carolina      |                                                                                               |                                                                                               |                                                                                               |                                                                                               | Indigo |
| South Dakota        |                                                                                               |                                                                                               |                                                                                               |                                                                                               | Navy und Gold                                                                                             |
| Tennessee           |                                                                                               |                                                                                               |                                                                                               |                                                                                               | Orange und Weiß (inoffiziell)                                                                             |
| Texas               |                                                                                               |                                                                                               |                                                                                               |                                                                                               | Rot, Weiß und Blau (Farben der Flagge von Texas), nicht offiziell                                         |
| Utah                | Führt keine offiziellen Farben                                                                | Führt keine offiziellen Farben                                                                | Führt keine offiziellen Farben                                                                | Führt keine offiziellen Farben                                                                | Führt keine offiziellen Farben                                                                            |
| Virginia            | Führt keine offiziellen Farben                                                                | Führt keine offiziellen Farben                                                                | Führt keine offiziellen Farben                                                                | Führt keine offiziellen Farben                                                                | Führt keine offiziellen Farben                                                                            |
| Washington          | Führt keine offiziellen Farben                                                                | Führt keine offiziellen Farben                                                                | Führt keine offiziellen Farben                                                                | Führt keine offiziellen Farben                                                                | Führt keine offiziellen Farben                                                                            |
| West Virginia       |                                                                                               |                                                                                               |                                                                                               |                                                                                               | Seit 1963 Altgold und Blau                                                                                |